# دوما كي
دوما كي هي رواية للكاتب الأمريكي ستيفن كينغ؛ نشرها سكريبنر في 22 يناير 2008. وصل الكتاب إلى المرتبة الأولى في قائمة نيويورك تايمز لأكثر الكتب مبيعًا. وهي رواية كينغ الأولى التي تدور أحداثها في فلوريدا و/أو مينيسوتا. يتميز غلاف الكتاب بحروف ثلاثية الأبعاد.

## ملخص الرواية
ينجو بأعجوبة مقاول بناء غني من مينيسوتا، يدعى إدغار فريمانتل، من حادث أليم في موقع العمل حيث تُسحق شاحنته بواسطة رافعة. يفقد فريمانتل ذراعه الأيمن، ويعاني إصابات شديدة في الرأس تضعف لديه النطق والرؤية والذاكرة. خلال فترة شفائه الطويلة، تراود إدغار أفكارٌ بالإقدام على الانتحار ويمر بتقلبات مزاجية عنيفة، ما يدفع زوجته إلى طلب الطلاق.
بناءً على نصيحة طبيبه النفسي، د. كامن، ينتقل إدغار جنوبًا، ويستأجر منزلًا على الشاطئ في جزيرة دوما كي، قبالة ساحل فلوريدا. وينصحه الطبيب أيضًا بإعادة إحياء هوايته السابقة في الرسم باعتبارها منشّطة. يعمل لدى إدغار طالب جامعي من المنطقة، هو جاك كانتوري، كمتسوق ومساعد شخصي بدوام جزئي؛ بعد فترة وجيزة، يلتقي فريمانتل بالمقيمين الآخرين على الجزيرة ويصادقهم، الوريثة الثمانينية إليزابيث إيستليك (تعاني الخرف في مرحلته الأخيرة، وتمتلك ودائعُ عائلتها معظم الجزيرة)، ومرافقها المقيم معها، جيروم وايرمان، الذي كان محاميًا موهوبًا، لكن موت زوجته وابنته المأساوي دفعه إلى الإقدام على الانتحار (دون جدوى) باستخدام عيار ناري.
تعود الظواهر الخارقة التي استمرت عقودًا من الزمن إلى الجزيرة بينما يتعمّق فريمانتل بهوس في فنه. يرسم إدغار باستخدام طاقة هائجة، ويدخل في حالة ضبابية شبه واعية؛ تصوّر رسوماته رؤى نفسية، وتكشف عن العلاقة الرومانسية لزوجته السابقة، والاكتئاب الانتحاري الذي يكتنف صديقه، والخطوبة العابرة لابنته الصغرى إلسي. في وقت لاحق، يستخدم فريمانتل قواه الفنية المكتشفة حديثًا للتلاعب بالعالم الخارجي، وعلاج الحالة العصبية المتدهورة لوايرمان، وخنق قاتل أطفال في زنزانته في السجن. أثناء زيارة إلسي لدوما كي، يذهب الأب وابنته إلى منطقة مهجورة من الجزيرة ومغطّاة بنباتات مفرطة في النمو، حيث تبدو الألوان ساطعة بشكل غير طبيعي، وتصاب إلسي بمرض شديد. تحذّر إليزابيث إيستليك إدغار عبر محادثات هاتفية من أن دوما «لم تكن يومًا مكانًا يجلب الحظ للبنات»، وأنه ينبغي بيع لوحاته لمشترين متعددين وبعيدين جغرافيًا، خشية أن تصبح قواها في العالم الآخر أكثر تركيزًا أو خطرًا.
يكتشف فريمانتل أن منزله في دوما كي استضاف العديد من الفنانين الناجحين (بمن فيهم سلفادور دالي) خلال فترة ثمانين عامًا، وأن إليزابيث إيستليك كانت فنانة مذهلة في طفولتها، وأن كلًا من إدغار ووايرمان يتمتع بمواهب روحانية واضحة أثناء وجوده في الجزيرة أو بالقرب منها، تنتج على ما يبدو من إصابته الشديدة في الدماغ. تصبح أعمال فريمانتل الفنية أكثر حيوية وإثارة للأسى، إذ تصوّر تركيبات من السفينة وشاطئ البحر، حيث تصبح فيها السفينة والمسافر الغامض ذو الرداء الأحمر أقرب من الشاطئ في كل لوحة تالية. تتعرّض إليزابيث لنوبات اضطراب عندما يزداد الخرف سوءًا، وتبعثر تماثيلها الخزفية المحببة، وتتمتم أن «الطاولة تسرّب» وتحث وايرمان مرارًا وتكرارًا على رمي تمثال من دون وجه في بركة سمك الكوي. في لحظة وضوح تقشعر لها الأبدان، تسأل إيستليك إدغار عما إذا كان قد بدأ برسم السفينة.